# 斯蒂文·傑尼格斯
斯蒂文·傑尼格斯（英語：Steve Jennings；1984年10月28日—）是一位英格蘭足球運動員。在場上的位置是中場。他現在效力於英格蘭足球議會全國聯賽球隊燦美爾流浪足球會。

## 外部連結
- 足球数据库：斯蒂文·傑尼格斯的球员统计数据